# Settawut Wongsai
Settawut Wongsai  (thailändisch เสฏฐวุฒิ วงค์สาย, * 7. Mai 1997 in Sakon Nakhon), auch als Bas (thailändisch บาส) bekannt, ist ein thailändischer Fußballspieler.

## Karriere

### Verein
Settawut Wongsai erlernte das Fußballspielen in der Jugendmannschaft des Erstligisten Chonburi FC in Chonburi. Hier unterschrieb er 2017 auch seinen ersten Profivertrag. Anfang 2020 wurde er bis zum 30. Juni 2020 an den Zweitligisten MOF Customs United FC nach Bangkok ausgeliehen. Hier absolvierte er ein Zweitligaspiel. Nach der Ausleihe kehrte er nicht nach Chonburi zurück, da er direkt zum 1. Juli 2020 an den Zweitligisten Ayutthaya United FC ausgeliehen wurde. Für den Verein aus Ayutthaya spielte er 2020 neunmal in der zweiten Liga. Ende Dezember 2020 kehrte er zu den Sharks nach Chonburi zurück. Zur Rückrunde 2021/22 wechselte er im Dezember 2021 auf Leihbasis zum Ligakonkurrenten Samut Prakan City FC. Am Ende der Saison 2021/22 belegte er mit dem Verein ausSamut Prakan den vorletzten Tabellenplatz und musste somit in die zweite Liga absteigen. Für Samut bestritt er zwölf Erstligaspiele. Nach Ausleihe kehrte er nach Chonburi zurück. Im August 2022 wechselte er erneut auf Leihbasis zum Erstligisten Police Tero FC. Für den Erstligisten bestritt er sechs Ligaspiele. Nach der Hinserie wechselte er, nachdem der Vertrag in Chonburi ausgelaufen war, zum Drittligisten Pattaya Dolphins United. Mit dem Klub aus dem Seebad Pattaya spielt er zehnmal in der Eastern Region der Liga. Am Ende der Saison 2022/23 feierte er mit dem Verein die Meisterschaft der Region sowie die Qualifikations zu den Aufstiegsspielen zur zweiten Liga. Hier konnte man sich jedoch nicht durchsetzen. Nachdem dem Aufsteiger MH Nakhonsi City FC die Lizenz für die zweite Liga verweigert wurde, rückte Pattaya als Aufsteiger nach. Im Sommer 2023 wechselte er zum Zweitligisten Phrae United FC. Für den Verein Phrae bestritt er insgesamt 67 Ligaspiele. Hierbei erzielte er 19 Tore. Im Sommer 2025 zog es ihn nach Singapur. Hier unterschrieb er einen Vertrag beim Erstligisten Hougang United.

### Nationalmannschaft
2017 spielte Settawut Wongsai 7 Mal in der Thailand U21-Nationalmannschaft. Seit 2018 spielt er für die U23. Hier kam er bis heute auf zwei Einsätze.

## Erfolge
Pattaya Dolphins United
- Thai League 3 – South: 2022/23  ▲